# Parallelodiplosis
Parallelodiplosis is een muggengeslacht uit de familie van de galmuggen (Cecidomyiidae).

## Soorten
- P. abdominalis (Felt, 1921)
- P. acernea (Felt, 1907)
- P. aprilis (Felt, 1912)
- P. bupleuri (Rübsaamen, 1895)
- P. carpinicola (Kieffer, 1913)
- P. caryae (Felt, 1907)
- P. florida (Felt, 1907)
- P. galliperda (F. Low, 1889)
- P. hartmaniae (Felt, 1921)
- P. montana (Felt, 1908)
- P. nixoni (Felt, 1908)
- P. ramuli (Felt, 1907)
- P. rubrascuta (Felt, 1907)
- P. sarae Gagne, 1972
- P. spirae (Felt, 1909)
- P. subtruncata (Felt, 1907)
- P. tolhurstae (Felt, 1908)